# Zjenica
Zjenica je otvor u sredini šarenice koji svjetlo propušta do retine, te regulira količinu svjetlosti koja ulazi u oko. Djeluje crno zato što je većinu svjetla koje ulazi kroz zjenicu apsorbira tkivo unutar oka. Terminima optike, anatomska zjenica je otvarač, a šarenica zatvarač. Slika zjenice viđena iz unutrašnjosti oka je ulazna zjenica, što se ne podudara točno s lokacijom i veličinom fizičke zjenice zato što ju uvećava rožnica. Na unutarnjem rubu leži prominentna struktura, ogrlica, koja označava spojište embrionalne pupilarne membrane koja pokriva embrionalnu pupilu.

## Konstrikcija zjenice
Kada jarko svjetlo padne na oko, zjenica se automatski suzuje. To je pupilarni refleks, koji je važan pokazatelj funkcije matičnih stanica mozga. Nadalje, zjenica će se raširiti ako osoba fiksira objekt.
Okulomotorni živac, posebno parasimpatički dio koji pripada Edinger-Westphal-ovoj jezgri, završava na kružnom šareničnom sfinkteru. Kada se ovaj mišić kontrahira, smanjuje veličinu zjenice.
Šarenica je kontraktilna struktura, koja se uglavnom sastoji od glatkog mišića koji okružuje zjenicu. Svjetlo ulazi u oko kroz zjenicu, a šarenica regulira količinu svjetla tako da regulira veličinu zjenice. Šarenica sadrži dvije grupe glatkih mišića, kružnu grupu koje zovemo sfinkteri pupile, i radijalnu grupu koju zovemo dilatatorima pupile. Kada se sfinkter pupile kontrahira, šarenica smanjuje veličinu zjenice. Dilatator zjenice, inerviran simpatičkim živcem iz gornjeg vratnog ganglija, uzrokuje svojom kontrakcijom dilataciju šarenice. Ovi se mišići još nazivaju i intrinzičnim mišićima oka.
Osjetilni put (štapić ili čunjić, bipolarni, ganglij) je povezan sa svojim parom na drugom oku parcijalnim ukriženjem njihovih očnih vlakana. Ovo stvara efekt koji sliku s jednog prenosi u drugo oko. Ako primijenimo pilokarpin to će izazvati konstrikciju zjenice i akomodacija će biti povećana zbog djelovanja parasimpatikusa na cirkularna mišićna vlakna, dok s druge strane primjenom atropina urokujemo paralizu akomodacije (cikloplegiju) i dilataciju zjenice. Simpatički živčani sustav može dilatirati zjenicu na dva načina; stimulacijom simpatičkog živca na vratu, ili ubrizgavanjem adrenalina.
Zjenica se širi u mraku, ali se sužava na svjetlu. Kada je sužena, promjer joj je tri do četiri milimetra. U mraku će u početku sve biti isto, ali će se približiti maksimalnoj udaljenosti široke zjenice četiri do pet milimetara. U toj situaciji zjenice ne miruju potpuno, što može dovesti do oscilacija koje se mogu intenzivirati i tada ih zovemo hippus. Kada je jedno oko stimulirano, oba se oka jednako kontrahiraju. Konstrikcija zjenice i pogled izbliza su usko vezani. Na jarkom svjetlu, zjenice konstrikcijom sprečavaju aberacije svjetlosnih zraka i tako održavaju svoju očekivanu oštrinu; u mraku to nije potrebno, tako da je glavna briga propuštanje dovoljne količine svjetla u oko. Zjenica se dilatira u ekstremnim fizičkim situacijama (npr. strah) ili kontakta na osjetilni živac, kao što je bol.
Određeno je da svaki živčani završetak ima inhibitora pa tako ni oko nije izuzetak. Sfinkter ima simpatčkog antagonista, a dilatator ima parasimpatičkog inhibitora. U zjeničnoj konstrikciji induciranoj pilokarpinom, ne samo da je živac sfinktera aktiviran već je i onaj dilatatora inhibiran. I obrnuto je istina, tako da je kontrola zjenične veličine određena razlikom u jačinama kontrakcija svakog mišića.
Određene droge uzrokuju konstrikciju zjenice, kao alkohol i opijati. Druge droge, poput atropina, marihuane, LSD-a, meskalina, gljiva, kokaina i amfetamina uzrokuju zjeničnu dilataciju.
Još jedan pojam koji se koristi za kontrakciju zjenice je mioza. Tvari koje ju uzrokuju zovemo mioticima.